# Lienz (distrikt)
Lienz är ett av åtta bezirk i den österrikiska förbundslandet Tyrolen. Distriktet sammanfaller med det historiska landskapet Östtyrolen (tyska Osttirol).
Distriktet gränsar till Italien i både väster och söder, samt förbundsländerna Salzburg i norr och Kärnten i öst. Distriktet är det enda i Tyrolen som inte gränsar till något av de andra sju distrikten i Tyrolen. Områdets areal är 2 020 km² och invånarantalet den 1 januari 2023 var 48 854. Staden Lienz är administrativt centrum i distriktet.
Distriktet består av 33 kommuner, varav en stadskommun och tre köpingskommuner:

Kommunerna i distriktet Lienz.

Stadskommun (Stadtgemeinde):
- Lienz

Köpingskommuner (Marktgemeinden):
- Matrei in Osttirol
- Nußdorf-Debant
- Sillian

Kommuner (Gemeinden):

- Abfaltersbach
- Ainet
- Amlach
- Anras
- Assling
- Außervillgraten
- Dölsach
- Gaimberg
- Heinfels
- Hopfgarten in Defereggen
- Innervillgraten
- Iselsberg-Stronach
- Kals am Großglockner
- Kartitsch
- Lavant
- Leisach
- Nikolsdorf
- Oberlienz
- Obertilliach
- Prägraten am Großvenediger
- Sankt Jakob in Defereggen
- Sankt Johann im Walde
- Sankt Veit in Defereggen
- Schlaiten
- Strassen
- Thurn
- Tristach
- Untertilliach
- Virgen